# Lista de singles número um na Noruega em 2009

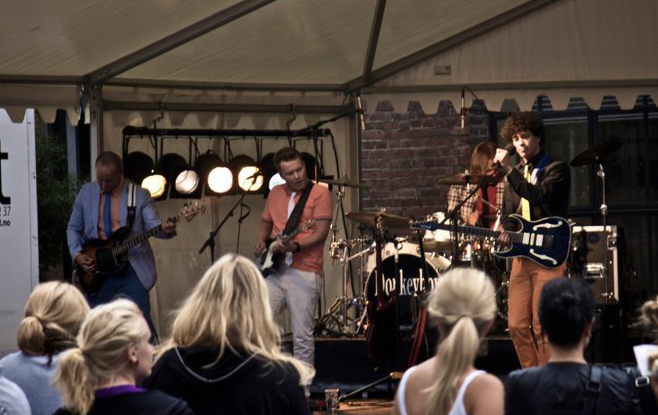
A banda Donkeyboy, com seus singles "Ambitions" e "Sometimes", passou vinte e uma semanas não consecutivas no topo da parada.

Este anexo é uma lista dos singles número um na VG-lista em 2009. A VG-lista Topp 20 Single é a parada musical oficial da Noruega, tendo se iniciado em 1958. Neste ano, catorze canções de doze artistas ou grupos musicais chegou a primeira posição da parada. A canção "Ambitions", da banda Donkeyboy, passou treze semanas não consecutivas no topo da parada, enquanto sete canções passaram apenas uma semana na primeira colocação.
Os artistas Beyoncé Knowles e Alexander Rybak e os grupos musicais Paperboys e Donkeyboy conseguiram dois singles número um na VG-lista em 2009, enquanto os outros artistas e grupos conseguiram apenas um.
A cantora Beyoncé Knowles conseguiu seus dois primeiros dois singles número um na parada com "If I Were a Boy" e "Halo", assim como Alexander Rybak com "Fairytale" e "Funny Little World" e a banda Donkeyboy, com "Ambitions" e "Sometimes". Já Katy Perry, Chand Torsvik e um dueto composto por Hank Von Helvete e Maria Solheim conseguiram seu primeiro single número um na VG-lista.

## Histórico

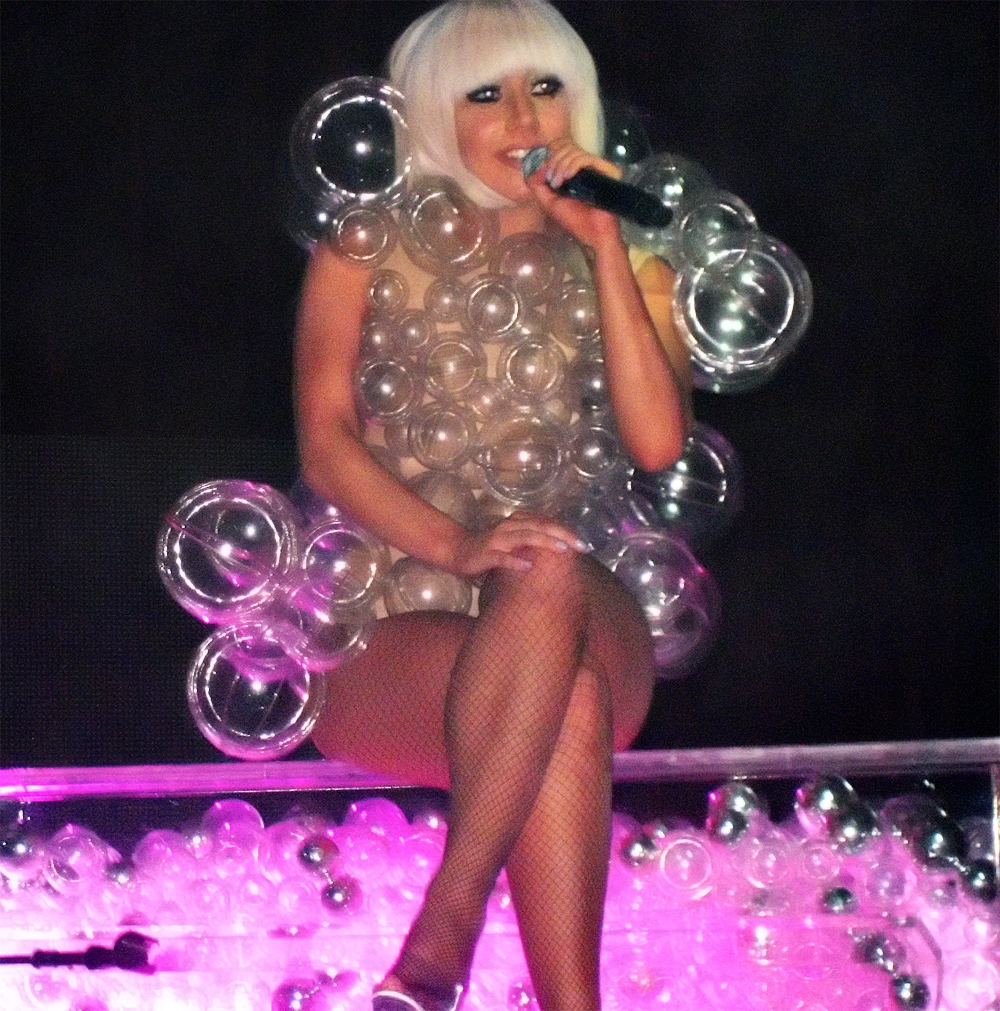
O single "Poker Face", da cantora Lady GaGa passou cinco semanas consecutivas no topo da parada em 2009.

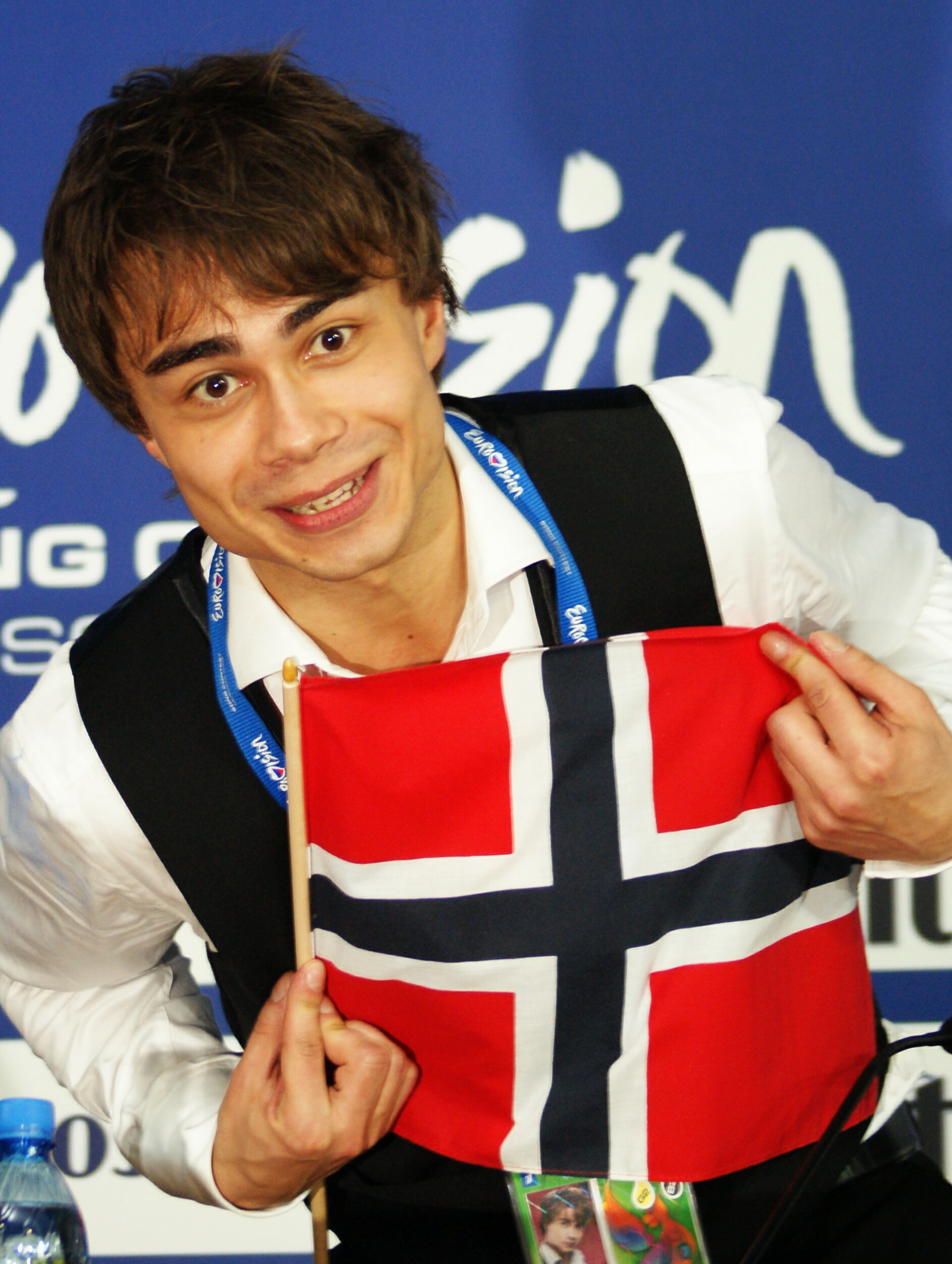
O single "Fairytale", do cantor Alexander Rybak, que ganhou pela Noruega o Festival Eurovisão da Canção 2009, passou dez semanas não consecutivas no topo da parada em 2009.

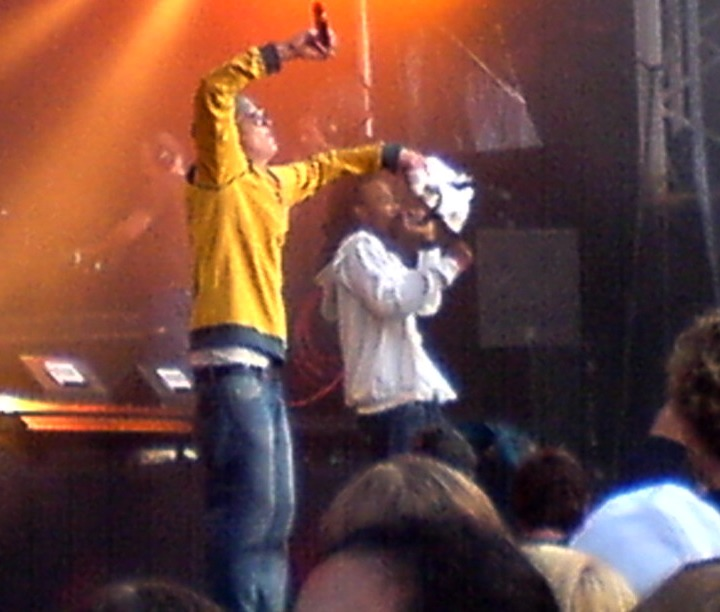
O dueto de hip hop Paperboys passou cinco semanas não consecutivas no topo da parada com seu single "Lonesome Traveller".

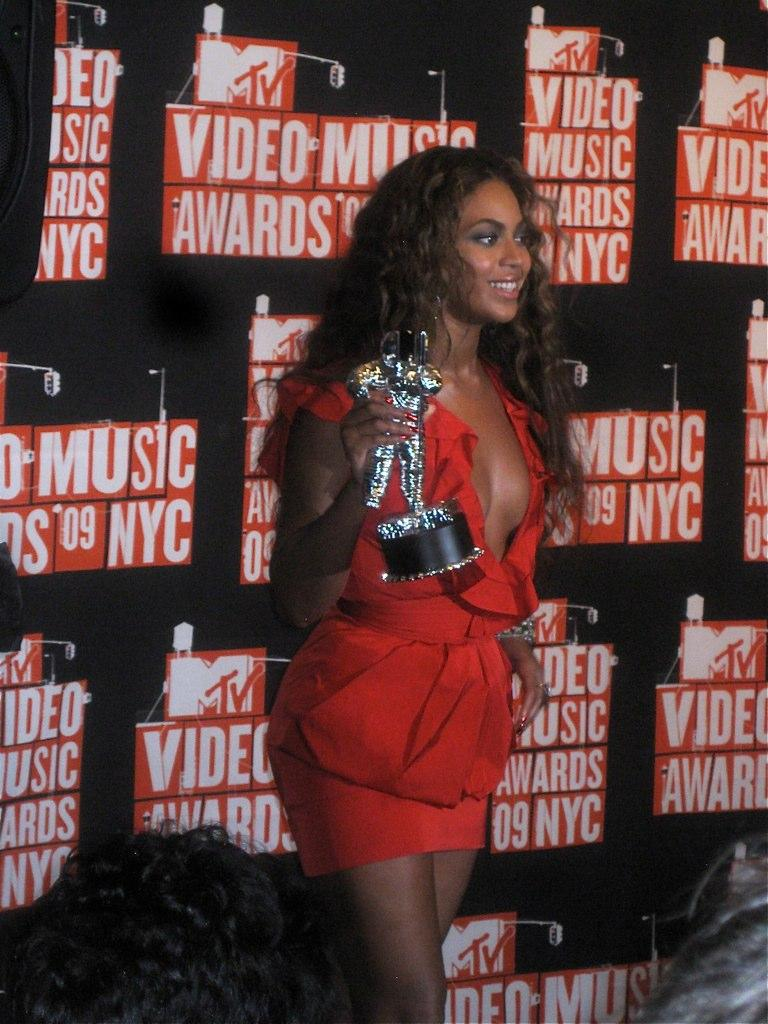
A cantora Beyoncé Knowles conseguiu dois singles número um no topo da parada em 2009, "If I Were a Boy" e "Halo".

| Se- mana | Canção                | Artista(s)                                              | Ref    |
| -------- | --------------------- | ------------------------------------------------------- | ------ |
| 001      | "If I Were a Boy"     | Beyoncé Knowles                                         | [ 8 ]  |
| 002      | "Hot n Cold"          | Katy Perry                                              | [ 9 ]  |
| 003      | "Poker Face"          | Lady Gaga                                               | [ 10 ] |
| 004      | "Poker Face"          | Lady Gaga                                               | [ 11 ] |
| 005      | "Poker Face"          | Lady Gaga                                               | [ 12 ] |
| 006      | "Poker Face"          | Lady Gaga                                               | [ 13 ] |
| 007      | "Poker Face"          | Lady Gaga                                               | [ 14 ] |
| 008      | "Fairytale"           | Alexander Rybak                                         | [ 15 ] |
| 009      | "Fairytale"           | Alexander Rybak                                         | [ 16 ] |
| 010      | "Fairytale"           | Alexander Rybak                                         | [ 17 ] |
| 011      | "Fairytale"           | Alexander Rybak                                         | [ 18 ] |
| 012      | "Fairytale"           | Alexander Rybak                                         | [ 19 ] |
| 013      | "Fairytale"           | Alexander Rybak                                         | [ 20 ] |
| 014      | "Fairytale"           | Alexander Rybak                                         | [ 21 ] |
| 015      | "Fairytale"           | Alexander Rybak                                         | [ 22 ] |
| 016      | "With or Without You" | Espen Lind, Kurt Nilsen, Alejandro Fuentes e Askil Holm | [ 23 ] |
| 017      | "With or Without You" | Espen Lind, Kurt Nilsen, Alejandro Fuentes e Askil Holm | [ 24 ] |
| 018      | "Halo"                | Beyoncé Knowles                                         | [ 25 ] |
| 019      | "Lonesome Traveller"  | Paperboys                                               | [ 26 ] |
| 020      | "Lonesome Traveller"  | Paperboys                                               | [ 27 ] |
| 021      | "Fairytale"           | Alexander Rybak                                         | [ 28 ] |
| 022      | "Fairytale"           | Alexander Rybak                                         | [ 29 ] |
| 023      | "Funny Little World"  | Alexander Rybak                                         | [ 30 ] |
| 024      | "Lonesome Traveler"   | Paperboys                                               | [ 31 ] |
| 025      | "Lonesome Traveler"   | Paperboys                                               | [ 32 ] |
| 026      | "Lonesome Traveler"   | Paperboys                                               | [ 33 ] |
| 027      | "Ambitions"           | Donkeyboy                                               | [ 34 ] |
| 028      | "Ambitions"           | Donkeyboy                                               | [ 35 ] |
| 029      | "Ambitions"           | Donkeyboy                                               | [ 36 ] |
| 030      | "Ambitions"           | Donkeyboy                                               | [ 37 ] |
| 031      | "Ambitions"           | Donkeyboy                                               | [ 38 ] |
| 032      | "Ambitions"           | Donkeyboy                                               | [ 39 ] |
| 033      | "Ambitions"           | Donkeyboy                                               | [ 40 ] |
| 034      | "Ambitions"           | Donkeyboy                                               | [ 41 ] |
| 035      | "Ambitions"           | Donkeyboy                                               | [ 42 ] |
| 036      | "Ambitions"           | Donkeyboy                                               | [ 43 ] |
| 037      | "Ambitions"           | Donkeyboy                                               | [ 44 ] |
| 038      | "Ambitions"           | Donkeyboy                                               | [ 45 ] |
| 039      | "Sometimes"           | Donkeyboy                                               | [ 46 ] |
| 040      | "Sometimes"           | Donkeyboy                                               | [ 47 ] |
| 041      | "Sometimes"           | Donkeyboy                                               | [ 48 ] |
| 042      | "Töntarna"            | Kent                                                    | [ 49 ] |
| 043      | "Ambitions"           | Donkeyboy                                               | [ 50 ] |
| 044      | "Sometimes"           | Donkeyboy                                               | [ 51 ] |
| 045      | "Sometimes"           | Donkeyboy                                               | [ 52 ] |
| 046      | "Sometimes"           | Donkeyboy                                               | [ 53 ] |
| 047      | "Russian Roulette"    | Rihanna                                                 | [ 54 ] |
| 048      | "Sometimes"           | Donkeyboy                                               | [ 55 ] |
| 049      | "Sometimes"           | Donkeyboy                                               | [ 56 ] |
| 050      | "Rom for alle"        | Hank Von Helvete e Maria Solheim                        | [ 57 ] |
| 051      | "Rom for alle"        | Hank Von Helvete e Maria Solheim                        | [ 58 ] |
| 052      | "Rom for alle"        | Hank Von Helvete e Maria Solheim                        | [ 59 ] |
| 053      | "Diamanten"           | Chand Torsvik                                           | [ 60 ] |